# Эгертен
Эгертен (нем. Aegerten) — коммуна в Швейцарии, в кантоне Берн.
Входит в состав округа Нидау. Население составляет 1686 человек (на 31 декабря 2006 года, 2158 чел. на 31 декабря 2018 года). Официальный код — 0731.

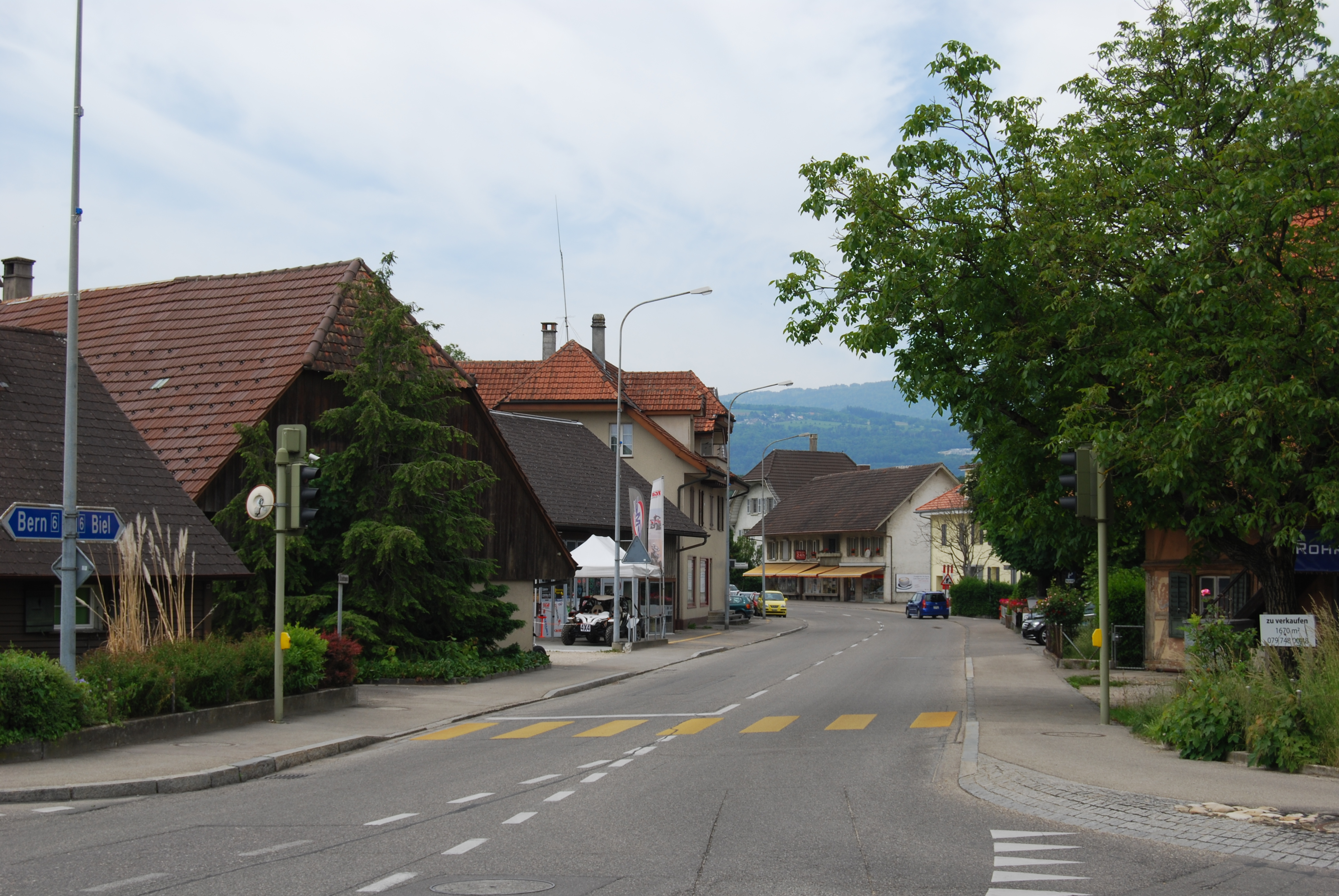
Эгертен